# Komplementärfarbe

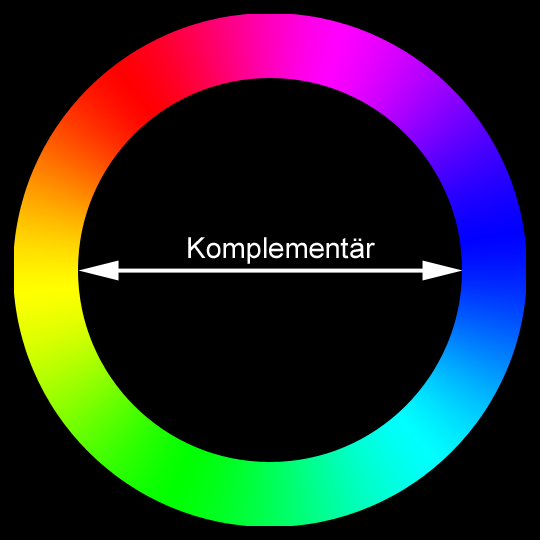
RGB-Farbkreis: Die Komplementärfarben Gelb und Blau stehen sich gegenüber

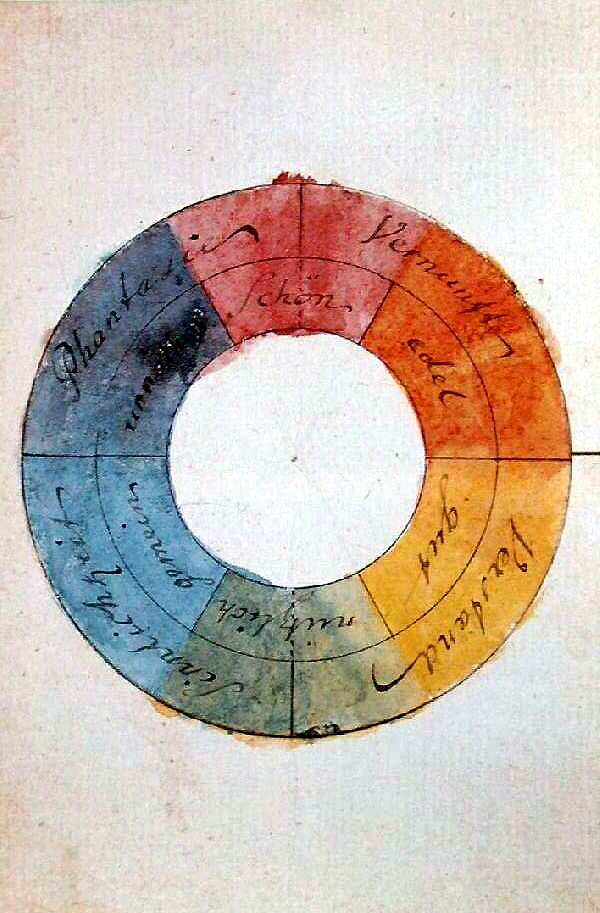
Goethes Farbenkreis zur Symbolisierung des menschlichen Geistes- und Seelenlebens von 1809

Komplementärfarbe (auch Ergänzungsfarbe, Gegenfarbe, gegensätzliche Farbe, Kompensationsfarbe, kompensative Farbe, komplementäre Farbe, polare Farbe) (von lateinisch complementum: Ergänzung, Vervollständigung) ist ein Begriff aus der Farbenlehre. Komplementärfarben treten immer zu zweit auf, die miteinander gemischt eine unbunte Farbe ergeben – je nach Mischungsart Weiß, Grau oder Schwarz.

## Beschreibung
Im strengen physikalischen Sinn sind zwei Lichtfarben komplementär, wenn ihre Summe das volle Spektrum des weißen Lichtes ergibt (wie auch alle Spektralfarben zusammen Weiß ergeben). Das heißt, die spektralen Remissionskoeffizienten und Transmissionswerte müssen sich bei jeder Wellenlänge gegenseitig zum Wert 1 ergänzen. Im allgemeinen Gebrauch ist der Begriff der Komplementärfarbe weiter gefasst. Zwei Farbreize, die bei additiver Mischung Weiß oder neutrales Grau ergeben, sind Komplementärfarben. Ebenso sind zwei Farben komplementär, die bei subtraktiver Mischung Schwarz oder Neutralgrau ergeben. Darüber hinaus liegen Komplementärfarben in Farbkreisen zumeist genau gegenüber. Im engeren Sinn sind Komplementärfarben immer reinbunte Farben. Im weiteren Sinn können auch getrübte Farben oder unbunte Farben einen Komplementärkontrast bilden. Ein helles Orange etwa ist komplementär zu einem dunklen Blau und selbst der Extremfall Schwarz und Weiß lässt sich dazurechnen.
In gewisser Weise verhalten sich komplementäre Farben sehr eigenartig. Wenn sie nebeneinander liegen, steigern sie sich gegenseitig zu höchster Leuchtkraft bis hin zu einem oft unangenehmen Flimmereffekt. Vermischt man die Farben, vermischen („vernichten“) sie sich zu einem gebrochenen, trüben, neutralen Grau, beziehungsweise zu Schwarz oder Weiß.

## Wirkung
Komplementäre Farben besitzen im Farbton die größte Verschiedenheit. Nebeneinander gesetzt bilden sie einen starken Kontrast. Der Komplementärkontrast wirkt aktiv, auffallend, bewegt, bunt, lebhaft, leuchtend, kraftvoll und spannungsvoll, kann aber auch aggressiv, grell, laut, plakativ und störend wirken.

## Komplementärfarbe und Farbmodell
Welche Farben komplementär sind, hängt vom gewählten Farbmodell ab. Oft werden folgende komplementäre Paare genannt:
- Blau ↔ Gelb, Rot ↔ Cyan und Grün ↔ Magenta im Modell nach Helmholtz. Diesen Farbpaaren folgen das CIE-System und die meisten technischen Systeme wie RGB oder CMY.
- Blau ↔ Gelb und Rot ↔ Grün im Prozess-Modell nach Hering, auf dem der Lab, das Munsell und das NCS-System aufbauen.
- Blau ↔ Orange, Rot ↔ Grün und Gelb ↔ Violett sind komplementär in Goethes Modell und in dem von Itten, die beide im künstlerischen Zusammenhang eine bedeutende Rolle spielen.

In der folgenden Tabelle sind Komplementärfarben nach dem RGB- bzw. CMY-Farbmodell aufgeführt. Es wird die Rechenvorschrift an den Grundfarben der RGB/CMY-Farbmischung verdeutlicht. Die entsprechende komplementäre Farbe für die Werte R, G, B oder Y, M, C ergibt sich jeweils durch Ergänzung auf 100 Prozent, in 8 Bit zur Hexadezimalzahl „FF“ und in 4 Bit zu „F“. Die Spiegelungsachse für Komplementärfarben ist das Neutralgrau, mit den dezimalen Werten {0,5;0,5;0,5} oder in 8 Bit als #808080, entsprechend in 4 Bit mit #888. Am Beispiel wird es deutlich: zur Webfarbe #3378F9 ist #CC8706 komplementär oder zu #99AA77 ist es #665588. Die Zahlenpaare müssen hexadezimal addiert immer den Wert „FFFFFF“ ergeben. Einfachster Rechenweg ist die XOR-Verknüpfung mit 0xFFFFFF.
| Farbe                  | Komplementärfarbe      | Wiedergabe in (Monitor-)RGB | Wiedergabe in (Monitor-)RGB |  |
| ---------------------- | ---------------------- | --------------------------- | --------------------------- |  |
| Rot                    | Cyan                   | #FF0000                     | #00FFFF                     |  |
| Grün                   | Magenta                | #00FF00                     | #FF00FF                     |  |
| Blau                   | Yellow (=Gelb)         | #0000FF                     | #FFFF00                     |  |
|                        |                        |                             |                             |  |
| Komplementärbeispiel 1 | Komplementärbeispiel 1 | #3378F9                     | #CC8706                     |  |
| Komplementärbeispiel 2 | Komplementärbeispiel 2 | #FF8800                     | #0077FF                     |  |
| Komplementärbeispiel 3 | Komplementärbeispiel 3 | #8800FF                     | #77FF00                     |  |
| Komplementärbeispiel 4 | Komplementärbeispiel 4 | #99AA77                     | #665588                     |  |
| Komplementärfarbe      | Farbe                  | komplementäre Benennung     | komplementäre Benennung     |  |

## Komplementärfarben ermitteln
Farben können in unterschiedlicher Form auftreten, als farbiges Licht (z. B. farbige Scheinwerfer), als materielle Farbe (Körperfarbe, Farbmittel, z. B. Malfarbe) oder als virtuelle Farbe. (Eine virtuelle Farbe entsteht lediglich im Sehorgan der Betrachtenden und ist objektiv nicht vorhanden.) Die Farben können auf ganz unterschiedliche Weise gemischt werden. Daraus ergeben sich viele Möglichkeiten, Komplementärfarben zu ermitteln und entsprechend entstehen abweichende Farbenpaare. Je nach Methode spielen Physik, Physiologie und Psychologie eine Rolle.

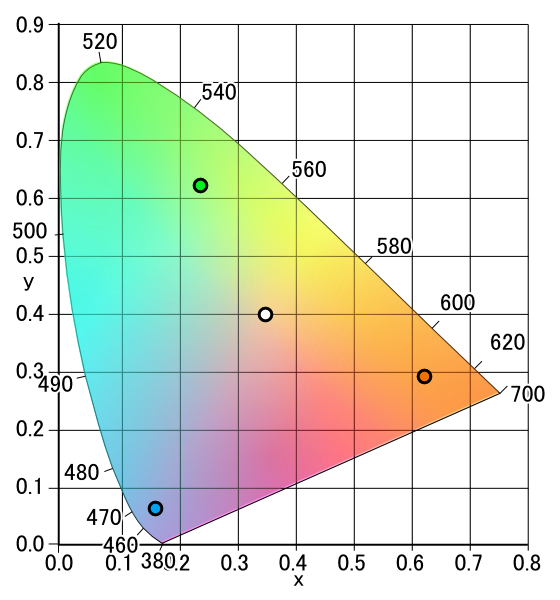
CIE-Normfarbtafel (sogenannte Farbschuhsohle)

1. Zwei Lichtfarben, die additiv gemischt Weiß ergeben, sind komplementär. Das können zum Beispiel zwei farbige Lichter sein, die übereinander projiziert werden. Es gibt unendlich viele Farbenpaare dieser Art. Da sich eine Mischfarbe von einer Spektralfarbe mit freiem Auge nicht unterscheiden lässt, muss in der Summe der zwei Komplementärfarben keineswegs das ganze Spektrum enthalten sein. Auch zwei Einzelfarben (Spektralfarben), eine Einzelfarbe und eine Mischfarbe oder zwei Mischfarben können zueinander komplementär sein.[8]
2. Man erhält das Komplement zu einer Spektralfarbe, indem man in der CIE-Normfarbtafel eine Gerade von der Farbe durch den Weißpunkt zur anderen Seite der Farbtafel zieht.[9]
3. Die additive Farbmischung von nebeneinander liegenden, punktförmigen Lichtfarben, die komplementär sind, ergibt Weiß. Diese Methode findet Anwendung in digitalen Medien (Bildschirme, Computer, Farbfernseher), die auf dem RGB-Farbmodell (RGB-Farbraum) beruhen.
4. Eine additive Farbmischung mit undurchsichtigen Körperfarben (hier auch als partitive Mischung bezeichnet) findet bei einem Farbkreisel (Drehkreisel) statt. Eine Scheibe dreht sich sehr schnell. Die Lichtreize treffen so schnell hintereinander ins Auge, dass ein einheitlicher Farbeindruck entsteht.[10] Sind es zwei Farben, die sich zu neutralem Grau mischen, sind sie komplementär.
5. Eine additive Farbmischung (partitive Mischung) mit Körperfarben liegt auch vor, wenn eine Fläche aus nebeneinander liegenden Farbpunkten in zwei verschiedenen Farben besteht. Betrachtet man die Fläche aus einer genügend großen Entfernung und nimmt man ein neutrales Grau wahr, sind die Farben komplementär. Diese Mischung findet sich zum Beispiel in Malereien des Pointillismus.
6. Eine subtraktive Farbmischung mit durchsichtigen Körperfarben findet statt durch übereinander gelegte durchsichtige Körperfarben, wie beispielsweise Aquarellfarben, Batikfarben oder Farbfilter. Erscheint in der Summe beider Farben Schwarz, sind sie komplementär. Im Printbereich beim Vierfarben-Rasterdruck wirken sowohl die additive als auch die subtraktive Farbenmischung, da die gedruckten, durchsichtigen Farbpunkte nebeneinander liegen und sich teilweise überlagern (sogenannte autotypische Farbmischung).[11]
7. Beim Simultankontrast (Randkontrast) spielt die virtuelle Farbe als physiologisch bedingte Erscheinung eine Rolle. Unser Sehorgan erzeugt in der Umgebung einer Körperfarbe automatisch (selbsttätig) immer gleichzeitig, also simultan die Komplementärfarbe. Die simultan erzeugte Gegenfarbe entsteht erst in unserem Gehirn, ist also eine virtuelle Farbe.[12]
8. Der Sukzessivkontrast (Nachbildkontrast) ist auf eine ähnliche Erscheinung zurückzuführen wie der Simultankontrast. Wenn eine Körperfarbe längere Zeit betrachtet wird, erscheint beim Blick auf eine weiße Fläche anschließend ein virtuelles Nachbild in der Komplementärfarbe. Unser Sehorgan erzeugt zu einer gegebenen Farbe automatisch die Komplementärfarbe, ohne dass ein entsprechender Lichtreiz vorhanden ist.[13]
9. Als komplementär lassen sich Farben bestimmen, die intuitiv als besonders gegensätzlich empfunden werden (Wahrnehmungspsychologie). Diese Methode mag ihre Berechtigung haben, ist aber aus wissenschaftlicher Sicht kaum überprüfbar.[14]

## Anwendung

### Überblick
- Da komplementäre Farben sich in der Wahrnehmung gegenseitig überhöhen, werden Komplementärfarben auch häufig in der Werbung genutzt. Beispiel: Fleisch vor grünem oder Salat vor rötlichem Hintergrund sieht frischer aus.
- Ein Komplementärkontrast kann die Farbrezeptoren des Auges und die nachgeschalteten Nervenzentren überreizen, was unter Umständen als unangenehm empfunden wird. Dies geschieht, wenn die Farbflächen hart aufeinanderstoßen, wie bei den Abbildungen unten, in denen die Farbfläche mit dem komplementärfarbigen Text darauf kontrastiert. Insbesondere wird ein Flimmern der Kanten verzeichnet. Als künstlerisches Stilmittel tritt der Effekt bei der in der Mitte des 20. Jahrhunderts aufgekommenen Hard-Edge-Malerei in Erscheinung.
- Das Prinzip der Komplementärfarben findet praktische Anwendung bei Waschmitteln. Es werden Blausubstanzen zugesetzt, dadurch wird der Gelbstich (vergilben) verdrängt und die Wäsche erscheint weißer.
- Eine weitere praktische Anwendung ist die grüne Kleidung von Operationspersonal in Krankenhäusern: Das verwendete Grün entspricht genau der Komplementärfarbe des roten Blutes. Somit wirkt auf das OP-Personal der Nachbildeffekt auf den grünen Flächen wesentlich weniger irritierend als dies auf andersfarbiger Kleidung der Fall wäre.
- Wird ein Gegenstand gleichzeitig von zwei Lichtquellen komplementärer Farbe bestrahlt, so entstehen hinter ihm, wenn die Lichtquellen einen gewissen Abstand zueinander haben, zwei sich überschneidende komplementärfarbige Schatten, die von einem weiß erscheinenden Hintergrund umgeben sind.

### Komplementäre Farbgegensätze

Cyan auf Rot
Gelb auf Blau
Orange auf Hellblau
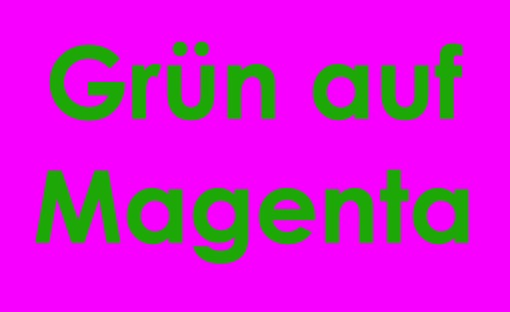
Grüne Schrift auf magentafarbenem Grund lässt sich schwer lesen. Denn beide Farben sind gleich hell, so dass der Flimmereffekt besonders ausgeprägt ist.